# Agobardus blandus
Agobardus blandus är en spindelart som beskrevs av Bryant 1947. Agobardus blandus ingår i släktet Agobardus och familjen hoppspindlar. Inga underarter finns listade i Catalogue of Life.